# Jack M. Elkin
Jack M. Elkin (* 26. Januar 1913 in New York City; † 29. Juni 1995 ebenda) war ein US-amerikanischer Aktuar und Mathematiker.
Jack M. Elkin erlangte 1931 seinen Abschluss am College der New York City und ein Jahr später im Alter von 19 Jahren seinen Master-Abschluss an der Columbia University. Er trat in den Staatsdienst ein, arbeitete als Aktuar am Railroad Retirement Board und wechselte 1954 zur Martin E. Segal Company, wo er bis 1979 blieb. Elkin unterrichtete auch Mathematik am Illinois Institute of Technology und an der Long Island University. Im Jahr 1965 hat er gezeigt, dass das Alhazensche Problem im Allgemeinen nicht mit Zirkel und Lineal lösbar ist.